# Nicolini (danseur)
Pour les articles homonymes, voir Nicolini et Jambe de fer.
Jean-Baptiste Grimaldi, dit Nicolini, surnommé « Jambe de fer » (mort à Goslar après 1773) est un danseur du XVIIIe siècle d'origine italienne.
Il fait partie de la troupe des Grands-Danseurs du Roi à Paris, de 1740 à 1742, puis danse à l'Opéra-Comique, notamment en 1742 dans Le Prix de Cythère de Charles-Simon Favart et dans L'Antiquaire de Laffichard et Valois.
Grimaldi arrive à Londres en octobre 1742 et donne plusieurs représentations au Covent Garden, à la fin desquelles il s'enfuit en France en emportant la somme qu'on lui avait avancée pour préparer un spectacle qui promettait d'être grandiose.
En 1744, il signe à Bruxelles un bail pour occuper le Théâtre de la Monnaie, devenant ainsi le directeur exclusif durant tout l'été 1744. Pendant l'été 1745, il se produit avec beaucoup de succès à la « Barraque » de Liège, alors dirigée par D'Hannetaire, avec une troupe d'enfants. De là, il semble avoir voyagé en Allemagne durant plusieurs années : on le rencontre à Francfort en 1745, à Stuttgart et Munich l'année suivante, à Vienne et à Prague en 1747, ainsi qu'à Brunswick plusieurs années après.